# Alain Macé
Alain Macé (* 1946) ist ein französischer Schauspieler.
Nach seiner Ausbildung am Pariser Conservatoire national supérieur d’art dramatique ist Alain Macé seit 1965 vor allem am Theater tätig (u. a. Don Quixote, Cyrano de Bergerac, Geschichten aus dem Wienerwald, Dantons Tod).
Alain Macé spielt im Film vorwiegend Rollen in Historienfilmen, so den Héron in Andrzej Wajdas Danton und den Savigny in Iradj Azimis Das Floß der Medusa. Weitere Filme: Denis Llorcas Filme Les chevaliers de la table ronde (mit Maria Casarès), La Dame du Moulin Rouge und La Belle au bois, Édouard Niermans’ L'ennemi public n° 2, Talou, Vincennes Neuilly und Guerres civiles en France.